# Hakima El Haite

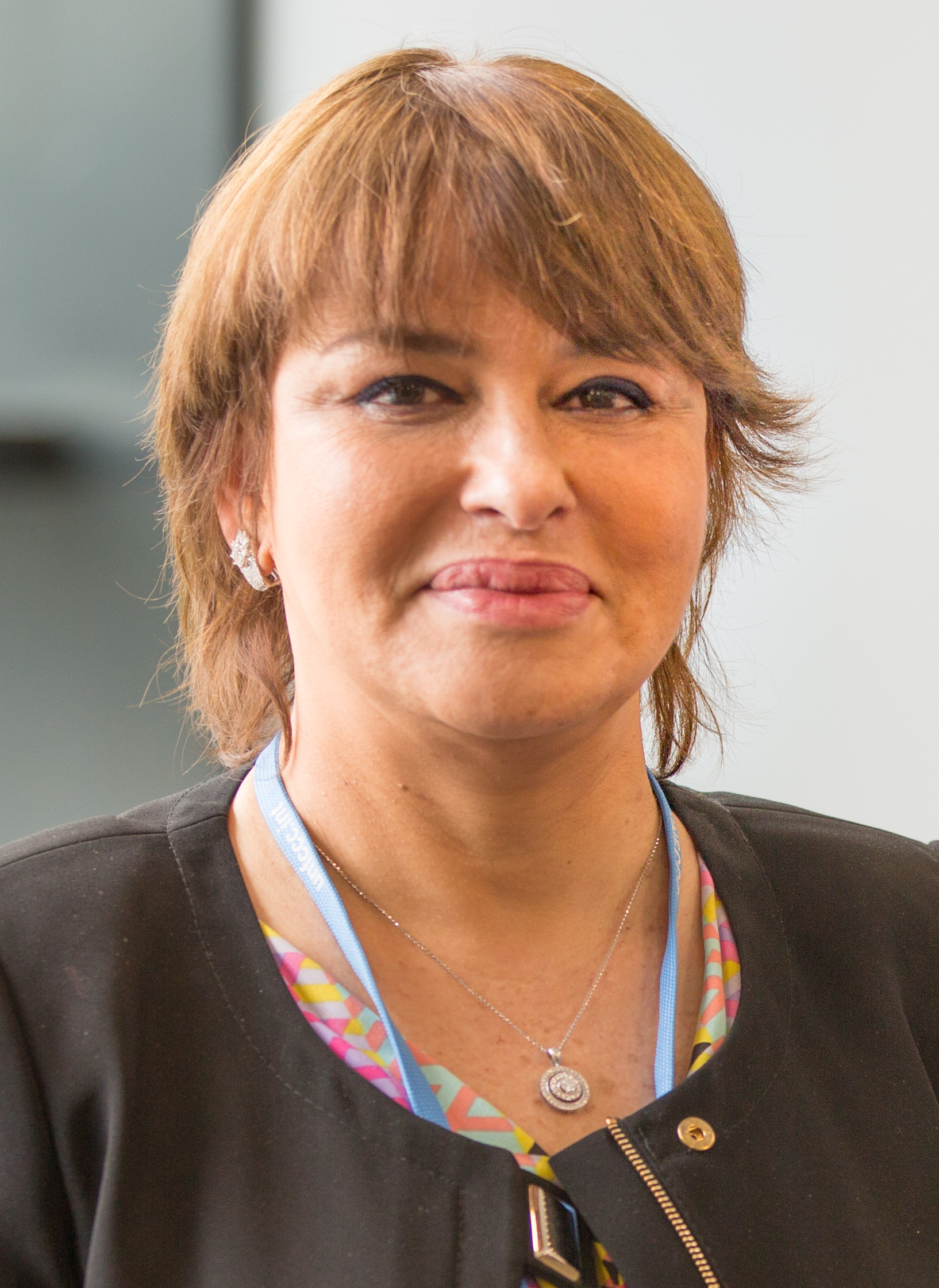
Hakima El Haite vào tháng 5 năm 2016

Hakima El Haite (sinh ngày 13 tháng 5 năm 1963) là một nhà khoa học, doanh nhân và chính trị gia người Maroc. Năm 1994, cô thành lập EauGlobe, công ty kỹ thuật môi trường đầu tiên ở khu vực MENA. Bà từng là Bộ trưởng Phụ trách Môi trường của Vương quốc Maroc từ 2013 - 2017. Năm 2015, bà được bầu làm Phó Chủ tịch Hội nghị Khí hậu Quốc tế Thống nhất (COP21). Bà được bổ nhiệm là Đặc phái viên về biến đổi khí hậu của Vương quốc Maroc từ 2015 - 2017 và Nhà vô địch về khí hậu cấp cao của Hội nghị khí hậu quốc tế của Liên hợp quốc (COP22) năm 2016 - 2017.
Cô là chủ tịch hiện tại của Quốc tế Tự do kể từ tháng 12 năm 2018.

## Cuộc sống ban đầu và giáo dục
El Haite sinh ra ở Fez vào ngày 13 tháng 5 năm 1963. Cô có bằng sinh học và vi sinh học từ Đại học Sidi Mohamed Ben Abdellah ở Fez (1986), bằng sau đại học về sinh thái học từ Đại học Moulay Ismail ở Meknes (1987). Cô có hai bằng tiến sĩ, một nghiên cứu về môi trường từ Đại học Meknes (1991) và một bằng kỹ sư môi trường từ École nationale supérieure des mines de Saint-Étienne ở Saint-Étienne, Pháp với luận án về xử lý nước thải. Cô cũng có bằng tốt nghiệp về truyền thông chính trị từ Đại học Washington ở Hoa Kỳ (2008).

## Sự nghiệp
El Haite làm việc cho cơ quan đô thị của Fez trong quản lý lãnh thổ cho đến năm 1993. Cô cũng là Thủ quỹ của Liên minh Phụ nữ Quốc gia. Năm 1994, cô thành lập công ty EauGlobe, chuyên về tư vấn kỹ thuật và môi trường. Bà là Phó Chủ tịch của US-NAPEO, Hiệp hội Đối tác Kinh tế Bắc Phi của Hoa Kỳ và Connectingroup International, tổ chức đầu tiên đào tạo phụ nữ cho chức vụ được bổ nhiệm.
El Haite là thành viên của đảng chính trị Phong trào Phổ biến. Năm 2007, cô trở thành chủ tịch Hiệp hội Nữ doanh nhân tại Maroc. Cô trở thành chủ tịch Mạng lưới Phụ nữ Tự do Quốc tế vào năm 2012. Kể từ tháng 12 năm 2012, cô là chủ tịch của Quan hệ Quốc tế về Phong trào Phổ biến.
El Haite được bổ nhiệm làm Bộ trưởng phụ trách môi trường cho Bộ trưởng Bộ Năng lượng, Mỏ, Nước và Môi trường năm 2013. Ở vị trí này, bà giám sát các chính sách môi trường trong hiến pháp để một thành phần phát triển bền vững được đưa vào trong mọi sáng kiến chính sách công. Maroc cũng có cảnh sát môi trường.
Cô đã tham gia Hội nghị biến đổi khí hậu của Liên hợp quốc năm 2013 tại Warsaw và Hội nghị biến đổi khí hậu của Liên hợp quốc năm 2014 tại Lima trước khi đóng vai trò lãnh đạo trong Hội nghị biến đổi khí hậu của Liên hợp quốc 2015, các cuộc đàm phán về biến đổi khí hậu ở Paris vào tháng 12 năm 2015. Vào tháng 5 năm 2016, cô đã được Hội nghị các bên tham gia Công ước khung của Liên hợp quốc về biến đổi khí hậu chỉ định là "Nhà vô địch về biến đổi khí hậu cấp cao".
Vào ngày 19 tháng 9 năm 2016, El Haite đã đưa ra địa chỉ chính tại sự kiện khai mạc Tuần lễ khí hậu NYC tại thành phố New York, kêu gọi các nhà lãnh đạo thế giới chuyển từ các cam kết của Hiệp định Paris sang hành động khí hậu mạnh mẽ hơn. Cô dẫn chương trình Hội nghị Thay đổi Khí hậu của Liên Hợp Quốc năm 2016 tại Strasbourgesh vào tháng 11 năm 2016.

## Cuộc sống cá nhân
El Haite thông thạo tiếng Ả Rập, tiếng Anh và tiếng Pháp.

## Giải thưởng và danh dự
Năm 2014, El Haite đã được trao tặng Giải thưởng Tự do bởi Tổ chức Phụ nữ vì Tự do và Dân chủ Tây Ban Nha. Vào tháng 12 năm 2016, cô đã nhận được phù hiệu của Hiệp sĩ danh dự của Cộng hòa Pháp từ Tổng thống François Hollande. Giải thưởng được trao bởi cựu Thủ tướng Laurent Fabius cho cam kết quốc gia và quốc tế của bà cho sự nghiệp sinh thái.

## Ấn phẩm
- El Haite, Hakima (ngày 12 tháng 4 năm 2010). "Traitement Des Eaux Usees Par Les Reservoirs Operationnells et Reutilisation Pour L'Irrigation" (doctoral thesis). Ecole Nationale Supérieure des Mines.
- El Haité, Hakima (2015). "Les passions d'une ministre engagée". Vraiment durable. Quyển 1. tr. 137–146.
- El Haite, Hakima (ngày 23 tháng 11 năm 2016). "COP22: Time for Action". UNEP Climate Action.